# Paulo Henrique Carneiro Filho
Paulo Henrique Carneiro Filho, conosciuto semplicemente come Paulo Henrique (João Pessoa, 13 marzo 1989), è un ex calciatore brasiliano, di ruolo attaccante.

## Palmarès

### Club

#### Competizioni nazionali
- Coppa di Turchia: 1

Akhisar Belediyespor: 2017-2018
- Coppa dei Paesi Bassi: 1

Heerenveen: 2008-2009